# Casa Blanca, Sinaloa
Casa Blanca är en ort i Mexiko.   Den ligger i kommunen Navolato och delstaten Sinaloa, i den västra delen av landet, 1 100 km nordväst om huvudstaden Mexico City. Casa Blanca ligger 6 meter över havet och antalet invånare är 417.
Terrängen runt Casa Blanca är mycket platt. Runt Casa Blanca är det ganska tätbefolkat, med 155 invånare per kvadratkilometer. Närmaste större samhälle är Dautillos, 13,9 km sydväst om Casa Blanca. Omgivningarna runt Casa Blanca är i huvudsak ett öppet busklandskap.